# Callispa ugandina
Callispa ugandina es un coleóptero de la familia Chrysomelidae.
Fue descrita científicamente por primera vez en 1935 por Spaeth.